# Centro de Tecnificación Deportiva (España)
Un centro de tecnificación deportiva (CTD) es una instalación deportiva cuya finalidad es atender la especialización técnica de los deportistas desde sus inicios, a temprana edad, y durante las diversas etapas de su perfeccionamiento deportivo, en su ámbito territorial, hasta su consolidación como deportistas de alto nivel, además de ayudar a compatibilizar la práctica deportiva con la formación académica del deportista, con el claro objetivo de conseguir la formación integral de los jóvenes deportistas.
Pueden ser centros de tecnificación deportiva (CTD) o centros especializados de tecnificación deportiva (CETD).

## Centros
- Centros de tecnificación deportiva:
  - Centro de Tecnificación Deportiva de Trasona, Trasona
  - Centro de Tecnificación Deportiva de Oviedo, El Cristo (Oviedo)
  - Centro de Tecnificación Deportiva "Illes Balears", Palma de Mallorca
  - Centro de Tecnificación Deportiva "CAEP Soria", Soria
  - Centro de Tecnificación Deportiva Catalán, Esplugas de Llobregat
  - Centro de Tecnificación Deportiva de Amposta, Amposta
  - Centro de Tecnificación Deportiva "Ciudad Deportiva", Cáceres
  - Centro de Tecnificación Deportiva de Galicia, Pontevedra
  - Centro de Tecnificación Deportiva "Adarraga", Logroño
  - Centro de Tecnificación Deportiva "Infanta Cristina", Los Alcázares
  - Centro de Tecnificación Deportiva de Alicante, Alicante
  - Centro de Tecnificación Deportiva "Petxina", Valencia
  - Centro de Tecnificación Deportiva de Cheste, Cheste
- Centros especializados de tecnificación deportiva:
  - Centro Especializado de Tecnificación Deportiva de Deportes de Invierno, Sierra Nevada
  - Centro Especializado de Tecnificación Deportiva de Tenis "Blas Infante", Sevilla
  - Centro Especializado de Tecnificación Deportiva de Tenis de Mesa, Priego de Córdoba
  - Centro Especializado de Tecnificación Deportiva de Vela Bahía de Cádiz, Puerto Sherry
  - Centro Especializado de Tecnificación Deportiva de Natación, Centro Acuático de Málaga
  - Centro Especializado de Tecnificación Deportiva de Gimnasia Rítmica, Marbella
  - Centro Especializado de Tecnificación Deportiva de Golf "La Cañada", Guadiaro
  - Centro Especializado de Tecnificación Deportiva de Alta Montaña, Benasque
  - Centro Especializado de Tecnificación Deportiva de Deportes de Invierno, Jaca
  - Centro Especializado de Tecnificación Deportiva de Tiro con Arco, Ibiza
  - Centro Especializado de Tecnificación Deportiva de Voleyplaya, Arona
  - Centro Especializado de Tecnificación Deportiva de Halterofilia, San Cristóbal de La Laguna
  - Centro Especializado de Tecnificación Deportiva de Vela en Las Palmas de Gran Canaria, Las Palmas de Gran Canaria
  - Centro Especializado de Tecnificación Deportiva de Voleibol, Palencia
  - Centro Especializado de Tecnificación Deportiva de Tenis en Cornellá de Llobregat, Cornellá de Llobregat
  - Centro Especializado de Tecnificación Deportiva de Deportes de Invierno del Valle de Arán, Salardú
  - Centro Especializado de Tecnificación Deportiva de Piragüismo (slalom), Seo de Urgel
  - Centro Especializado de Tecnificación Deportiva de Remo, Bañolas
  - Centro Especializado de Tecnificación Deportiva de Piragüismo "Los Delfines", Ceuta
  - Centro Especializado de Tecnificación Deportiva de Remo y Piragüismo, Tuy
  - Centro Especializado de Tecnificación Deportiva de Bádminton, Barajas
  - Centro Especializado de Tecnificación Deportiva de Natación "M-86", Madrid
  - Centro Especializado de Tecnificación Deportiva de Tenis en Madrid, Madrid
  - Centro Especializado de Tecnificación Deportiva de Tenis de Mesa en San Sebastián de los Reyes, San Sebastián de los Reyes
  - Centro Especializado de Tecnificación Deportiva de Tiro con Arco en Madrid, Madrid
  - Centro Especializado de Tecnificación Deportiva de Tiro Olímpico, Cantoblanco
  - Centro Especializado de Tecnificación Deportiva de Piragüismo "La Piragüera", Aranjuez
  - Centro Especializado de Tecnificación Deportiva de Judo, Villaviciosa de Odón
  - Centro Especializado de Tecnificación Deportiva de Voley Playa en Lorca, Lorca
  - Centro Especializado de Tecnificación Deportiva de Tenis de Mesa "Sonia Etxazarreta", Irún
  - Centro Especializado de Tecnificación Deportiva de Pelota, Valencia
  - Centro Especializado de Tecnificación Deportiva del Motor "Circuito de la Comunidad Valenciana Ricardo Tormo", Cheste